# Les vagues de l'Amour

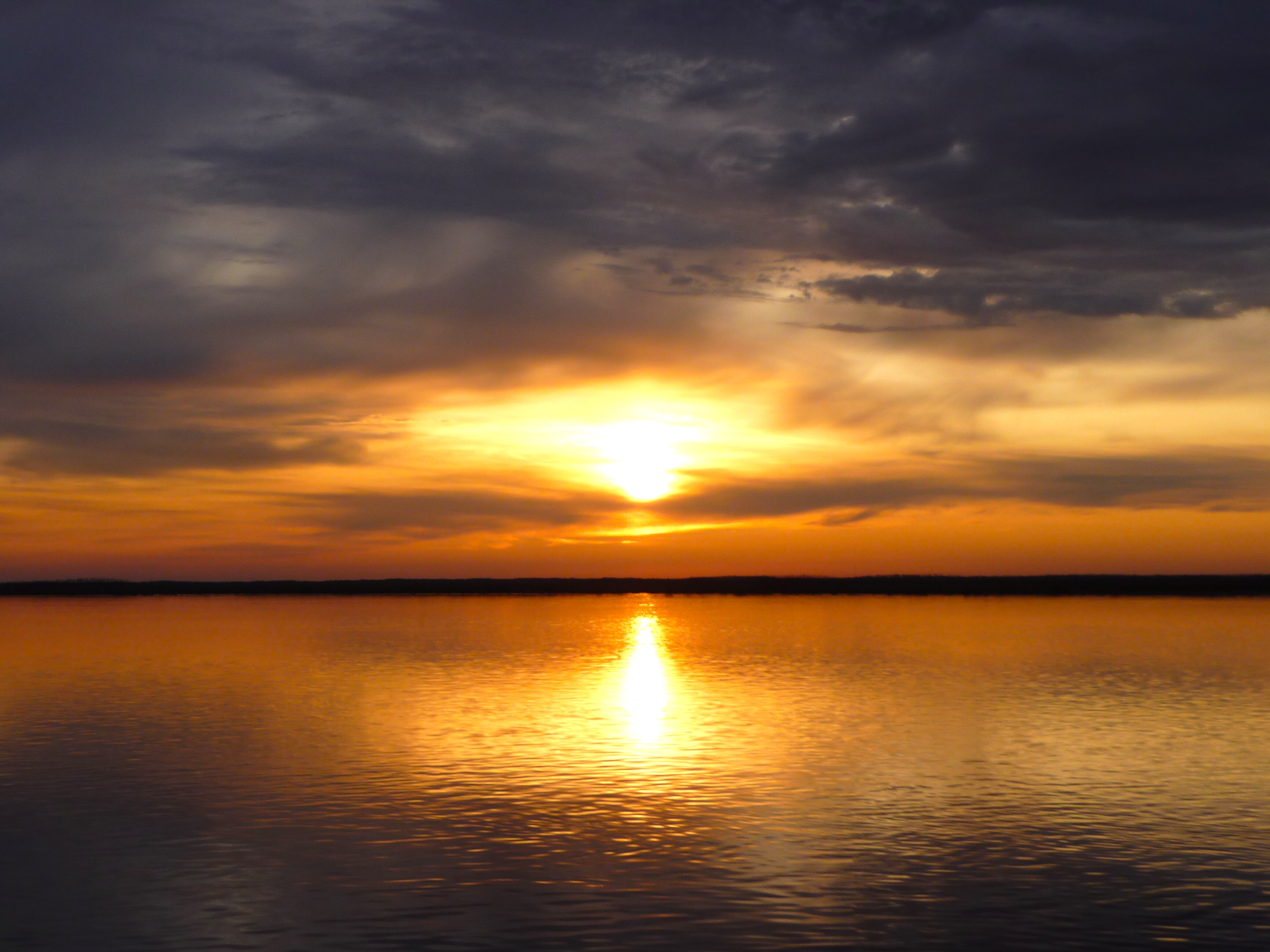
Le fleuve Amour.

Les vagues de l'Amour (en russe : Амурские волны) est une valse (Opus 12) du compositeur et chef d'orchestre Max Kyuss (en), qui dispose de traitements orchestral, instrumental, choral, et vocal et instrumental.

## Histoire
La valse des Vagues de l'Amour a été écrite par Max Kyuss en 1909, alors qu'il était chef d'orchestre du 11e régiment de Sibérie orientale, en stationnement à Vladivostok depuis 1906. On pense que la valse est dédiée à une militante publique d'Extrême-Orient, Vera Yakovlevna Kirilenko, dont, selon certaines sources, le compositeur était amoureux. Selon certains rapports, la valse a été révélée par Vera Yakovlevna elle-même, qui était à l'époque membre du conseil d'administration de la branche de Vladivostok de la Société d'aide universelle aux combattants et à leurs familles, à laquelle elle contribuait à titre caritatif.
Au départ, la valse s'appelait Les Vagues de la Baie de l'Amour, Vladivostok étant située sur les rives de cette baie. Par la suite, la mention de la baie disparaît et la valse est associée au fleuve Amour.
En peu de temps, la valse devient populaire non seulement en Extrême-Orient, mais aussi dans le centre de la Russie. La valse était jouée partout ; les partitions étaient réimprimées de nombreuses fois et rencontraient beaucoup de succès. Un portrait de Kirilenko figurait sur la couverture des partitions. 
Dans les années 1920-1930, la valse a commencé à être interprétée sans préciser le nom de l'auteur, alors qu'elle tombait doucement dans le fonds folklorique.
Le deuxième pic de popularité de la valse s'est produit au milieu du XXe siècle, lorsque des paroles lui ont été associées et qu'elle a commencé à être interprétée avec un chœur. L'initiateur de l'arrangement de la valse pour le chœur était le chef de l'ensemble de chant et de danse du district militaire d'Extrême-Orient, Rumyantsev. Le texte a été écrit par l'acteur Serafim Popov. Dans le même temps, le nom de l'auteur de la musique de valse a été redécouvert. Par la suite, le texte a été quelque peu révisé par Konstantin Vasilyev, soliste de l'ensemble de la Flotte Baltique.
Au cours des années suivantes, la valse devint si populaire qu'elle gagna, dans une certaine mesure, le droit d'être considérée comme un symbole musical de la Sibérie orientale et de l'Extrême-Orient : son interprétation en URSS ouvrit des programmes musicaux pour la Sibérie et l'Extrême-Orient.
Cette tradition a été préservée : la mélodie de la valse est l'indicatif d'appel de certaines stations de radio et chaînes de télévision d'Extrême-Orient et de Sibérie orientale. De plus, le train express d'Extrême-Orient Océan de Khabarovsk à Vladivostok démarre sur sa musique. 
Hors de Russie, elle est surtout populaire en Chine et au Japon,.